# Warmness on the Soul
Albums de Avenged Sevenfold
Sounding the Seventh Trumpet
(2001) Waking the Fallen
(2003)
Warmness on the Soul est le premier EP/single de Avenged Sevenfold. Il est sorti le 8 aout 2001 par Good Life Recordings. L'album  présente la vidéo pour la chanson-titre, Warmness on the Soul comme un CD Bonus. Le EP  été la première version à figurer le guitariste Synyster Gates. Toutes les chansons sont incluses sur le premier album de Avenged Sevenfold, Sounding the Seventh Trumpet, à l'exception de la version heavy metal de To End the Rapture.

## Clip vidéo
Le clip est composé de scènes du groupe en pleine performance, jouant près de la plage avec Synyster Gates à la guitare. Le clip se centre autour d'une femme qui est regardé par les membres du groupe, qui errent dans les rues de la ville comme elle le cherche pour eux. Puis le groupe se promène sur une scène et effectue le reste de la chanson.

## Noms
Les noms des membres du groupe semblent être différents de leurs noms actuels. Par exemple M. Shadows est crédité "Shadows" et Synyster Gates est crédité "Synyster Gaytes". C'est probablement parce que leurs noms de scène ne sont pas complètement achevé à l'époque et le fait que sur la version originale de Sounding the Seventh Trumpet personne n'avait leurs noms de scène, sauf The Rev et Zacky Vengeance. Johnny Christ n'était pas membre à l'époque.

## Liste des chansons
Toutes les chansons sont écrites et composées par Avenged Sevenfold.
| 1.    | Warmness on the Soul (Single Version)*    | 4:20 |
| 2.    | Darkness Surrounding                      | 4:50 |
| 3.    | We Come Out at Night                      | 4:45 |
| 4.    | To End the Rapture (Heavy Metal Version)* | 1:20 |
| 5.    | Warmness on the Soul (Music Video)        | 4:46 |
| 20:01 |                                           |      |

* Cette version a été présentée sur la ré-édition de Sounding the Seventh Trumpet, en remplacement l'original.

## Personnel
Avenged Sevenfold
- M. Shadows — chant
- Zacky Vengeance — guitare
- The Rev — batterie et piano sur "Warmness on The Soul"
- Justin Sane — basse
- Synyster Gates — guitare lead sur "To End The Rapture"